# CD300LB
CD300LB (англ. CD300 molecule like family member b) – білок, який кодується однойменним геном, розташованим у людей на 17-й хромосомі. Довжина поліпептидного ланцюга білка становить 201 амінокислот, а молекулярна маса — 22 689.
| 10         |  | 20         |  | 30         |  | 40         |  | 50         |
| ---------- |  | ---------- |  | ---------- |  | ---------- |  | ---------- |
| MWLPPALLLL |  | SLSGCFSIQG |  | PESVRAPEQG |  | SLTVQCHYKQ |  | GWETYIKWWC |
| RGVRWDTCKI |  | LIETRGSEQG |  | EKSDRVSIKD |  | NQKDRTFTVT |  | MEGLRRDDAD |
| VYWCGIERRG |  | PDLGTQVKVI |  | VDPEGAASTT |  | ASSPTNSNMA |  | VFIGSHKRNH |
| YMLLVFVKVP |  | ILLILVTAIL |  | WLKGSQRVPE |  | EPGEQPIYMN |  | FSEPLTKDMA |
| T          |  |            |  |            |  |            |  |            |

A: Аланін

C: Цистеїн

D: Аспарагінова кислота

E: Глутамінова кислота

F: Фенілаланін

G: Гліцин

H: Гістидин

I: Ізолейцин

K: Лізин

L: Лейцин

M: Метіонін

N: Аспарагін

P: Пролін

Q: Глутамін

R: Аргінін

S: Серин

T: Треонін

V: Валін

W: Триптофан

Кодований геном білок за функціями належить до рецепторів, фосфопротеїнів. 
Задіяний у такому біологічному процесі, як імунітет. 
Локалізований у клітинній мембрані, мембрані.